# Louis August le Clerc
.

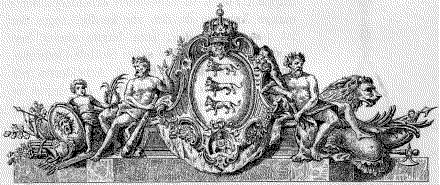
Louis-Augustin Le Clerc (1688-1771) rajza az 1794-ben leégett Christiansborg-palota homlokzati domborművéhez

Louis August le Clerc, vagy Louis-Augustin le Clerc (Párizs, 1688. november 30. – Koppenhága, 1771. március 8.) - Dániában dolgozó francia származású szobrász. 
A franciaországi Metzben született Sebastian le Clerc rézmetsző és felesége, Charlotte van den Kerckhove gyermekeként . 47 éves volt, amikor meghívták Dániába udvari szobrásznak, ott élte le élete hátralevő részét a dán királyi udvar szobrászaként és a Dán Királyi Művészeti Akadémia professzoraként, segítve a francia rokokó művészeti eszmények megismertetését Dániában.

## Életpályája

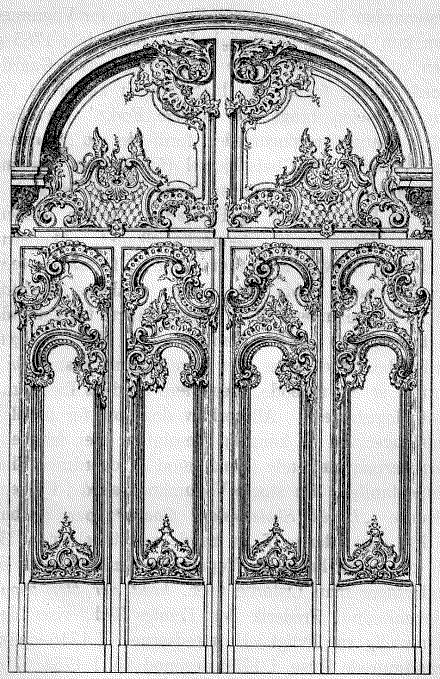
Nicolai Eigtved tervrajza a Christiansborg kastély fő portáljához, melyet Le Clerc készített el.

### Kezdeti évei
1734/35-ben a  brandenburg–ansbachi őrgrófságba, Ansbachba utazott, ahol Károly Vilmos Frigyes őrgrófnál dolgozott, innen a Köln melletti Brühlbe utazott, ahol Kelemen Ágost kölni érseknek és a Német Birodalom választófejedelmének dolgozott, 1734–1735 között a bajor udvari építőmester, id. François de Cuvilliés építész segédje volt a Falkenlust (más néven Schloss Falkenlust) vadászkastélyban, Augustusburg (Schloss Augustusburg) területén. Ezeket az épületeket ma a késő barokk és rokokó legjelentősebb épületeinek tekintik a Rajna-vidéken, majd 1984-ben az UNESCO is a Világörökség részévé nyilvánította őket.

### Dániai évei
1735 nyarán VI. Keresztély dán király Louis August le Clerc-et meghívta Dániába, hogy segítsen a Christiansborg palota belső díszítésében. Még ugyanebben az évben meg is érkezett Dániába, feleségével, Caroline Wilhelmine Isabellával együtt, és még ez év decemberében ki is nevezték a dán udvar királyi szobrászának. 
Elias David Häusserrel és Nicolai Eigtveddel együtt ők voltak Christiansborg létrehozásának főszereplői. 1737-ben nevezték ki a palota szobrainak és kőműveinek vezetőjévé. A Christiansborgban végzett munkáinak nagy része azonban végül elveszett, elpusztult az 1794-es tűzvészben.
Ami munkáiból a mai napig megmaradt azok a fából faragott vázák Christiansborg lovas istállóiban, és dombormű medalionok a kastély főbejáratához vezető Márványhíd (Marmorbro) oldalán, valamint fennmaradt négy perspektívikus rajz is, amelyet Christiansborgról készített 1746-1747 között, máig megtalálható a koppenhágai metszetmúzeum gyűjteményében.
A várból az elpusztult alkotások közé tartoznak többek között a párkányok, a tőkék és az ablakkeretek; faragott falpanelek, kandallók és konzolasztalok mind a király, mind a királynő lakosztályában; az arany ebédlő büfével és csillárral; szobrok a korláton, és minden szobormű a vártemplomban.
1739-ben szökőkutat hozott létre a Rosenborg kastély King's Gardenjében (Kongens Have), amely egy hattyús fiút ábrázol. A homokkőből készült eredeti alkotást egy hasonló motívumú bronzfigura váltotta fel; melyet 1837-ben Hermann Ernst Freund tervezett és készített el.

### Vezetés az Akadémia kezdeti időszakában
Hendrick Krock 1738-as halála után Le Clerc velencei történelemfestő Hieronimo Mianival együtt vette át a feltörekvő Dán Királyi Művészeti Akadémia vezetését, melyet akkor még Rajz- és Festészeti Akadémia (Tegne-og Malerakademiet) néven is ismertek. 1740-1748 között  ő volt az Akadémia vezetője is.
Első felesége 1741. január 22-én halt meg. Második feleségét, Jacobine Louise Lefèvre-t egy évvel később, 1742. január 30-án vette feleségül.

### Változás szele az Akadémián
Miután Miani 1745-ben elhagyta Dániát, ő maradt egyedül az Akadémia igazgatója, egészen addig, amíg Nicolai Eigtved építész át nem vette az Akadémia teljes irányítását. 
1746-ban V. Frigyes dán király, VI. Keresztély dán király utódja került a trónra, a kormányváltás után jelentős változások történtek: míg Le Clerc művészi képességeit VI. Keresztény dán király nagyra értékelte, V. Frigyes más művészeket kedvelt.
V. Frigyes 1748. február 12-én királyi határozattal megerősítette az Akadémia melletti támogatást. Az anyagi kötelezettségvállaláson túl konkrét szervezeti változások történtek. 
V. Frigyes 1754-ben alapította meg a jelenlegi Művészeti Akadémiát (ma Det kongelige skildre-, billedhugger- og bygningsakademi, angolul "The Royal Painting, Sculpture and Architecture Academy"). Ugyanebben az évben megtették az Akadémia tagjává és professzornak is kinevezték. Le Clerc nem játszott szerepet az új Akadémiában, csak tanárként. Miután V. Frigyes 1752-ben egy másik francia származású szobrászt ,Jacques Saly-t hívott meg Dániába, hogy elkészíttessen magáról egy monumentális lovasszobrot az Amalienborg-palota udvarára, le Clerc fontossága lecsökkent.
Haláláig az Akadémia professzoraként dolgozott. Művészi képességeit későbbi éveiben nemigen kamatoztatták. Koppenhágában, a Brolæggerstræde-i házában halt meg 1771. március 8-án. A koppenhágai református temetőben temették el.